# Джумабеков, Шеримбек
Шеримбек Джумабеков (1900 год, Такиркуль, Туркестанский край, Российская империя — 1964 год) — колхозник, чабан, Герой Социалистического Труда (1949).

## Биография
Родился в 1900 году в ауле Такиркуль. В 1930 году вступил в колхоз «Баиркуль» Южно-Казахстанской области. Работал рядовым колхозником. 1941 году был назначен старшим чабаном. Позднее работал в колхозе «Сюткентский» Кзылкумского района Южно-Казахстанской области. 
В 1948 году получил по 111 ягнят на 100 овцематок. За свои достижения в трудовой деятельности был удостоен в 1949 году звания Героя Социалистического Труда.
Умер в 1964 году.

## Награды
- Герой Социалистического Труда — указом Президиума Верховного Совета СССР от 1 декабря 1949 года;
- Орден Ленина (1949).